# Szung Ning-cung kínai császár
Szung Ning-cung (1168. november 19. – 1224. szeptember 17.) kínai császár 1194-től haláláig.
Kuang Cung császár fiaként született, és édesapját követte a trónon. Uralkodását a szellemi élet és a művészetek virágkorának szokták tartani, és ebben az időszakban születtek meg Csu Hszi újkonfuciánus filozófus leghíresebb művei. A kormányzást ugyanakkor megnehezítette a gyorsuló pénzromlás, a császár pedig Han Tgo-csu főminiszter beofolyása alá került, aki kísérletet tett a 70 évvel korábban elveszett északi területek visszaszerzésére. A dzsürcsikkel vívott háború katasztrofális vereséggel végződött, és a dinasztia további területek vesztett. A dzsürcsik emellett hatalmas hadisarcot is követeltek, és a velük folytatott tárgyalások alatt a főminisztert orvul megölték. A békemegállapodás végül 1208-ban lett megkötve.
Nin Cung 30 évnyi uralkodás után, 55 éves korában hunyt el. A trónon távoli rokona, Li Cung követte.